# Phasmotaenia guentheri
Phasmotaenia guentheri är en insektsart som beskrevs av Frank H.Hennemann och Oskar V.Conle 2009. Phasmotaenia guentheri ingår i släktet Phasmotaenia och familjen Phasmatidae. Inga underarter finns listade i Catalogue of Life.